# 徳島駅
徳島駅（とくしまえき）は、徳島県徳島市寺島本町西一丁目にある、四国旅客鉄道（JR四国）の駅である。
駅表示パネルのコメントは「阿波踊りの駅」。

## 概要
徳島県の県庁所在地でもある徳島市の中心駅であり、四国旅客鉄道（JR四国）徳島企画部、徳島運転所、徳島保線区が置かれている。
高徳線、徳島線、牟岐線、鳴門線の各列車が当駅から発着している。2022年度の1日平均乗車人員は6,322人であり、JR四国では香川県の高松駅に次いで2番目に多い。
事務管コードは▲702001を使用している。
なお、2018年3月16日までは最終列車（特急うずしお高松23時20分発）の到着が日付を越えた0時30分着となっていたが、2020年3月14日現在は23時34分着（特急うずしお高松22時22分発）となっている。

### 利用可能な鉄道路線
- 四国旅客鉄道（JR四国）
  - 高徳線 - 当駅の所属線[6]であり、当駅が終点。
  - 牟岐線 - 当駅が起点。
  - 徳島線 - 線路名称上の終点は佐古駅だが、全列車が当駅を発着し一部は牟岐線に直通する。
  - 鳴門線 - 線路名称上の起点は池谷駅だが、ほとんどの列車が当駅を発着する。

## 歴史

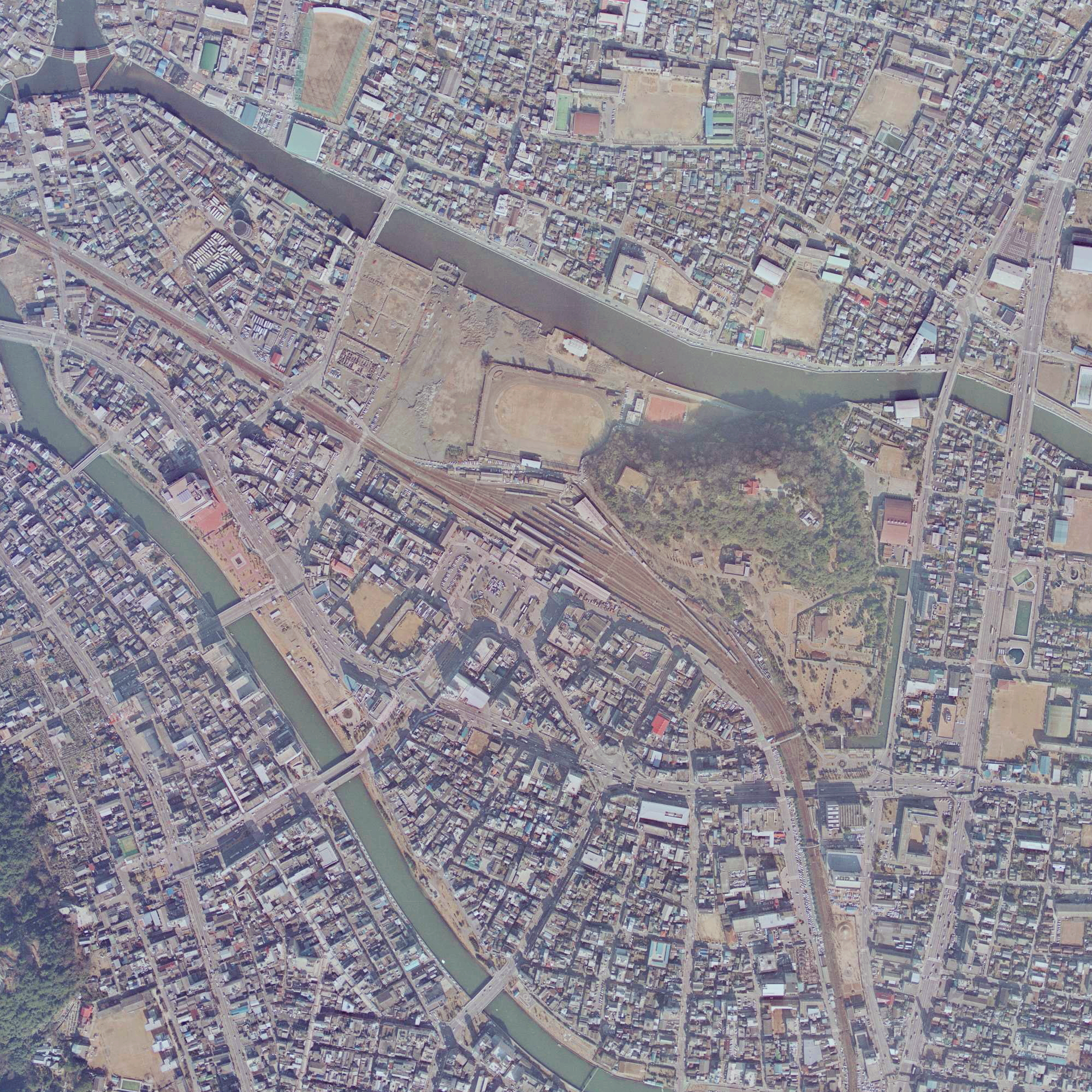
徳島駅周辺の空中写真（1975年1月撮影）

- 1899年（明治32年）2月16日：徳島鉄道の駅として開業する。
- 1907年（明治40年）9月1日：徳島鉄道が国有化される。
- 1913年（大正2年）4月20日：阿波国共同汽船により、当駅 - 小松島駅間が開業。同時に官設鉄道が借上げ、小松島軽便線として営業を行う[7]。
- 1917年（大正6年）9月1日：小松島軽便線が国有化される。
- 1935年（昭和10年）3月20日：高徳線が全通し、当駅に乗り入れを開始する。
- 1945年（昭和20年）7月4日：未明の徳島大空襲により駅舎を焼失する[8]。
- 1946年（昭和21年）2月：2代目駅舎が完成する[9]。
- 1951年（昭和26年）5月29日：3代目駅舎が完成する[10]。
- 1961年（昭和36年）4月1日：当駅 - 中田駅が小松島線から牟岐線となったため、小松島線の駅でなく牟岐線の駅となる。
- 1963年（昭和38年）2月1日：佐古駅 - 当駅間が徳島本線と高徳本線の単線並列区間となる。
- 1987年（昭和62年）4月1日：国鉄分割民営化により四国旅客鉄道（JR四国）の駅となる。
- 1991年（平成3年）6月18日：4代目駅舎を含む徳島駅ビル起工式が行われる[11]。
- 1992年（平成4年）9月15日：4代目となる現駅舎が完成する[12]。
- 1993年（平成5年）
  - 4月20日：徳島駅駐車場がオープン[13]。
  - 4月24日：徳島駅クレメントプラザがオープン[14]。
  - 7月2日：JRホテルクレメント徳島が営業を開始し、駅ビルが全面開業する[15]。
- 2024年（令和6年）3月11日：みどりの券売機プラスを導入[3]。

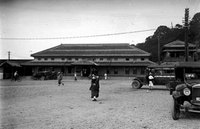
大正時代の徳島駅前（奥の建物が駅舎）
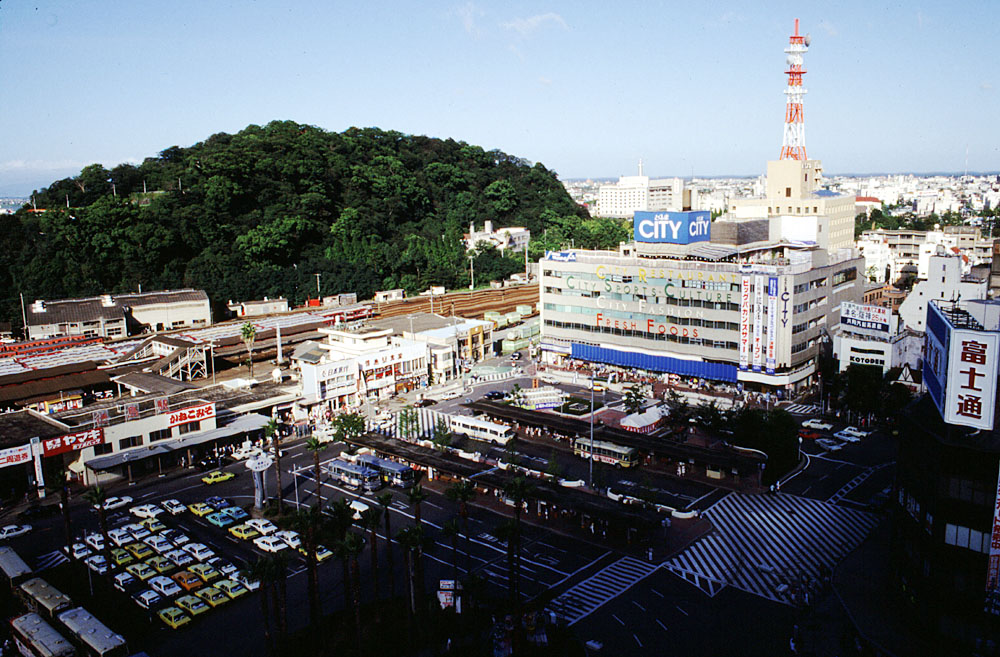
1987年の徳島駅前
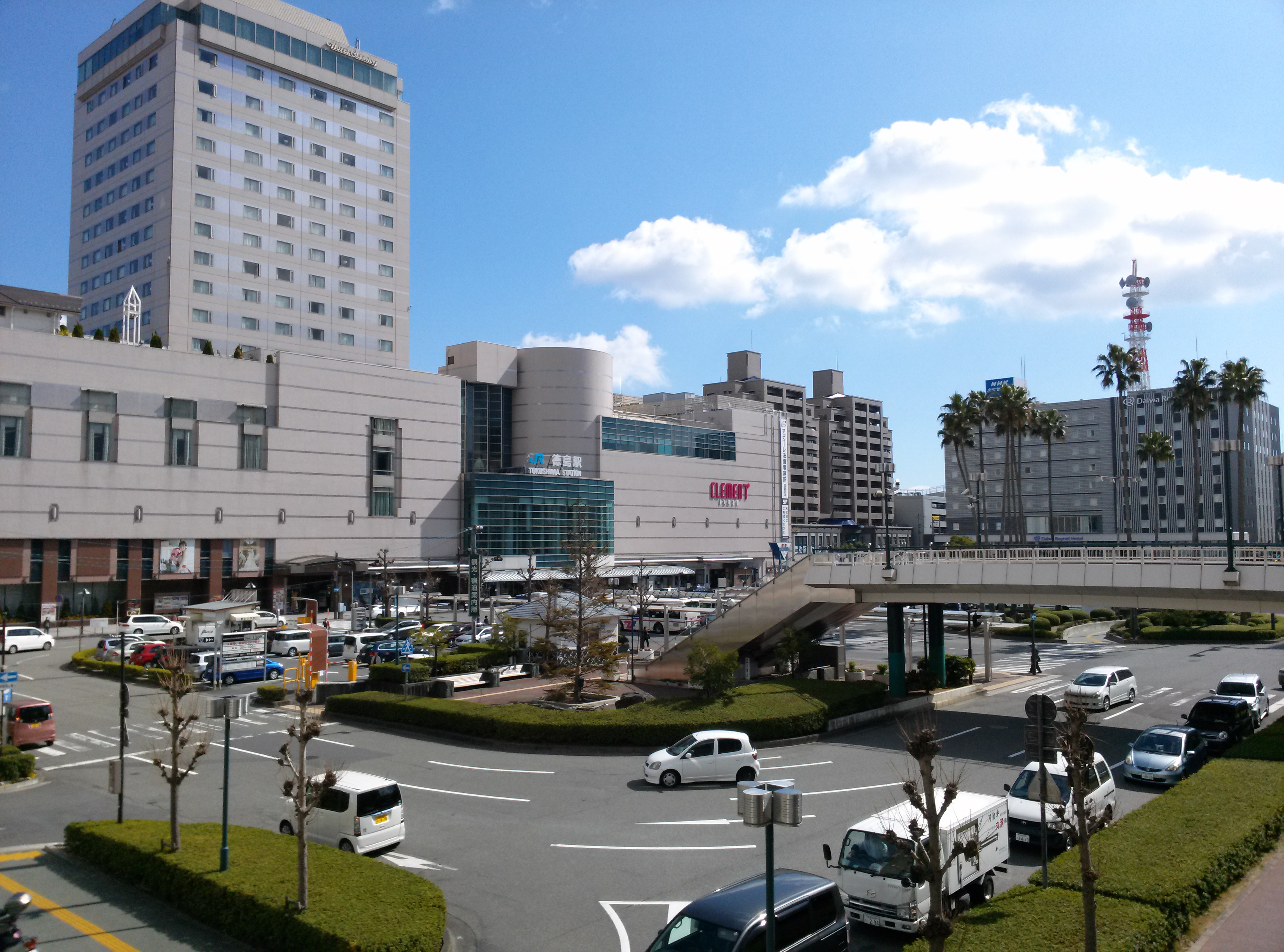
2016年の徳島駅前

## 駅構造
島式ホーム1面2線、単式ホーム1面1線、及び単式ホーム高松方の切欠きホームの、合計2面4線を有する地上駅。のりばは切欠きホームから順に1番→2番→3番→4番のりばとなっている。改札口は2番のりばの正面に1つあるのみである。2番のりば阿波富田寄りには祖谷そばを提供する駅そば「麺家れもん」がある。4番のりばの北側には約2.7ヘクタールの車両基地が広がり、徳島運転所も併設されている。みどりの窓口、近距離自動券売機、みどりの券売機プラスも設置されている。
かつては5番のりばまで存在し、当時は現在の4番のりばが5番のりば、3番のりばが4番のりば、2番のりばが3番のりばで、現在のクレメント駐車場に1番のりばと2番のりばがあり、この箇所が頭端式ホームであった。階段にはかつて5番のりばがあったことを示す痕跡が残っている。2008年にJR四国は徳島都市圏輸送改善の一環として、再度ホームを増設すると発表した。
2016年8月5日より、県・市との連携により列車接近メロディに阿波踊りの代表的なお囃子である「阿波よしこの」を導入した。メロディは阿波踊りの連より演奏者を集め、30秒前後のものを4種類製作している。
駅舎はショッピング施設の徳島クレメントプラザ、及びJRホテルクレメント徳島が併設された駅ビルで、規模は地上18階・地下2階建てと、駅ビルとしては四国最大である。近隣には駅ビル直結の立体駐車場もある。出口はバスターミナルのある南側のみで、繁華街もそちらに集中している。なお、北側へ行くには迂回して跨線橋を経由することになる。
当駅周辺では連続立体交差事業が計画されている（後述）。

### のりば
1番線から牟岐線方面へ出発する列車がない以外は、どのホームからも各方面に列車が発車するが、概ね以下の通りとなる。
| ホーム | 路線                               | 備考                                 |
| ------ | ---------------------------------- | ------------------------------------ |
| 1      | 主に■徳島線普通                    | 当駅折り返し（牟岐線へは出入り不可） |
| 2      | 主に■高徳線・■徳島線特急           | 高徳線特急は全列車このホーム         |
| 3・4   | 主に ■高徳線・■鳴門線・■牟岐線普通 |                                      |

- 2019年3月16日ダイヤ改正から、牟岐線阿南方面は9時台から19時台にかけてパターンダイヤを導入し[18]、当駅と阿南駅間の普通列車を毎時2本（当駅毎時00分発・30分発）に統一、一部列車の運転見直しなどが図られた。さらに2021年3月13日ダイヤ改正からは徳島線穴吹方面もパターンダイヤが導入され、当駅と阿波川島駅間の普通列車を毎時2本に統一し、日中の特急「剣山」など一部列車の運転見直しが図られた[19]。

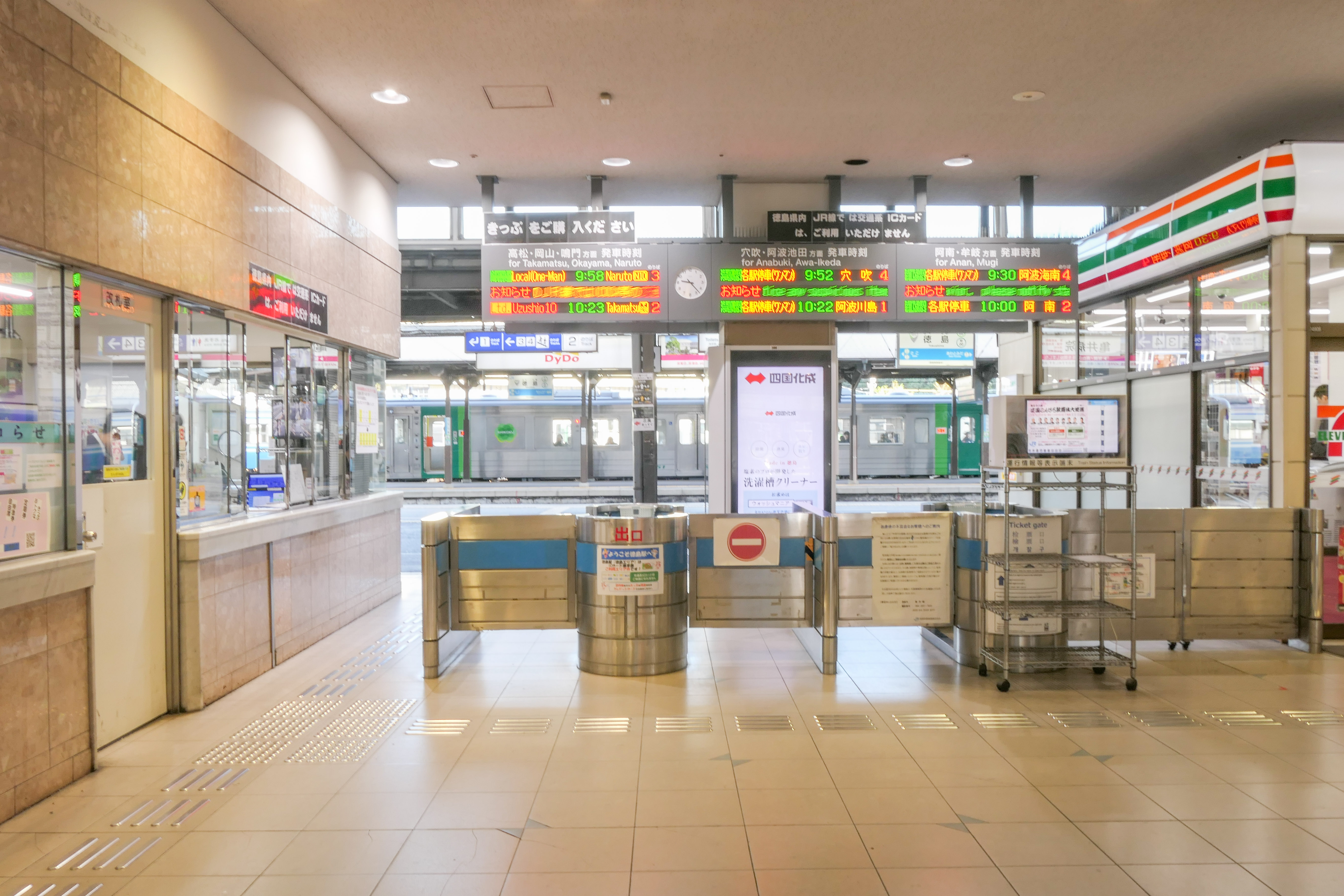
改札口
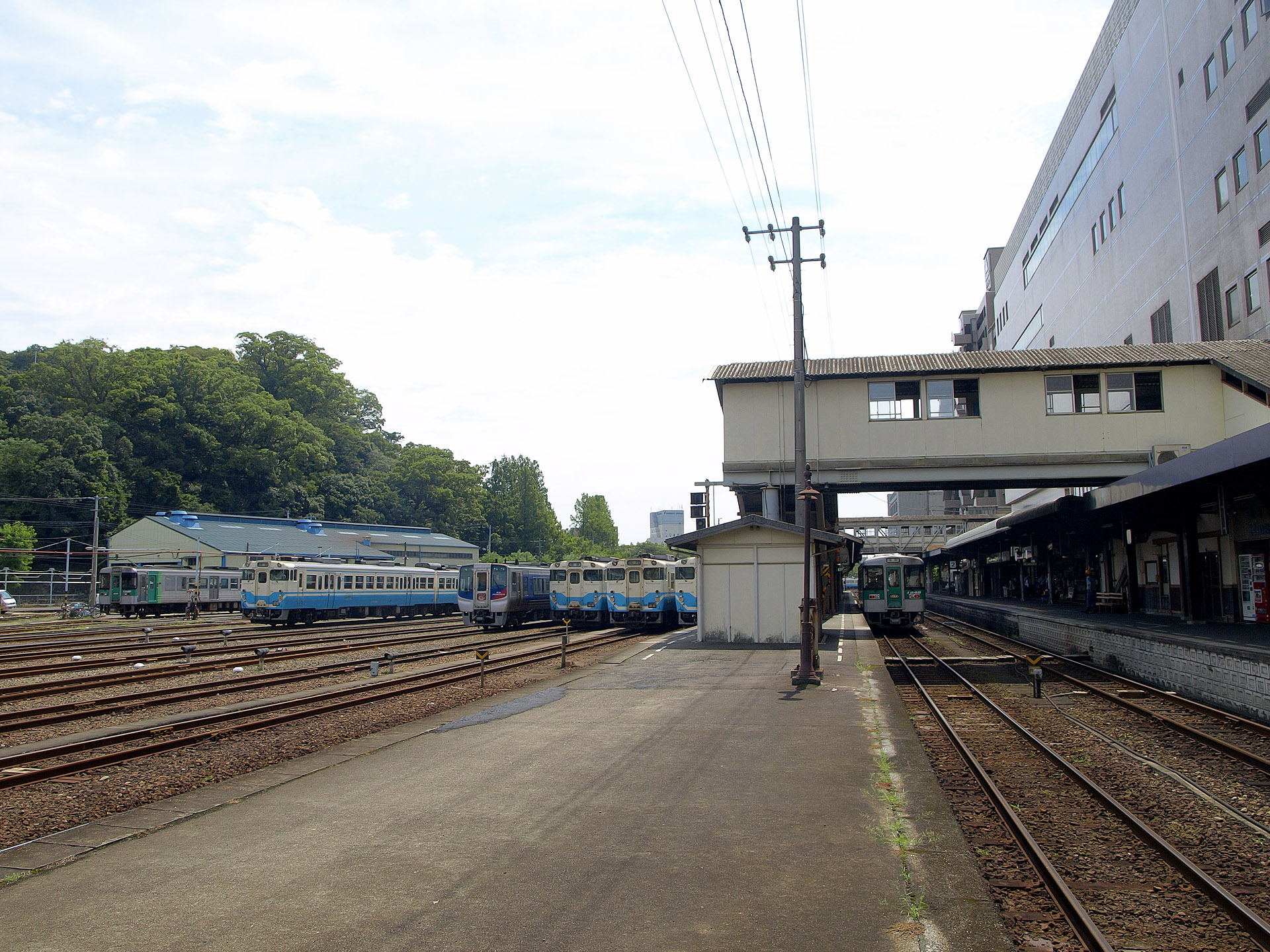
駅構内と車両基地
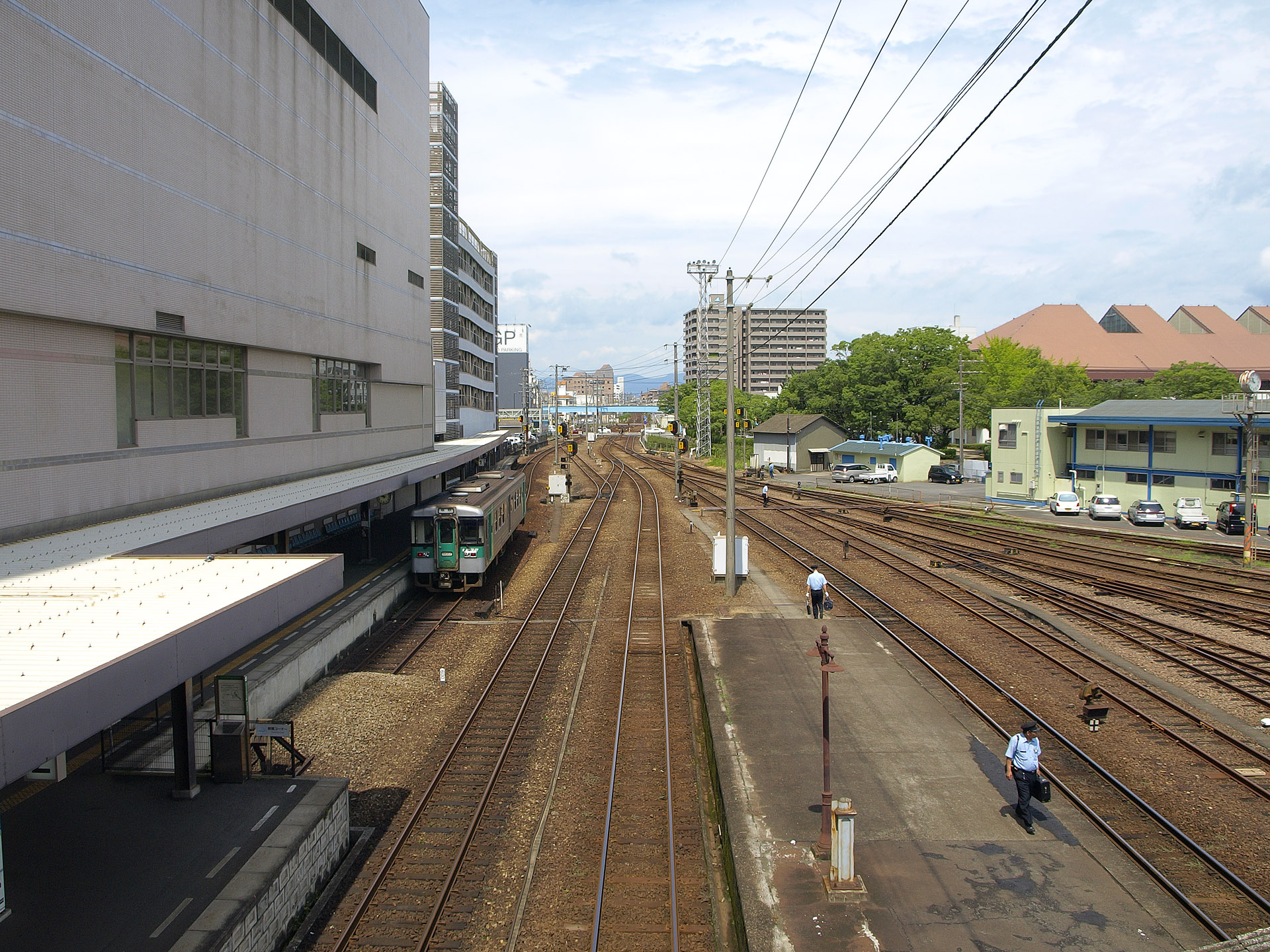
跨線橋から見た高松方面
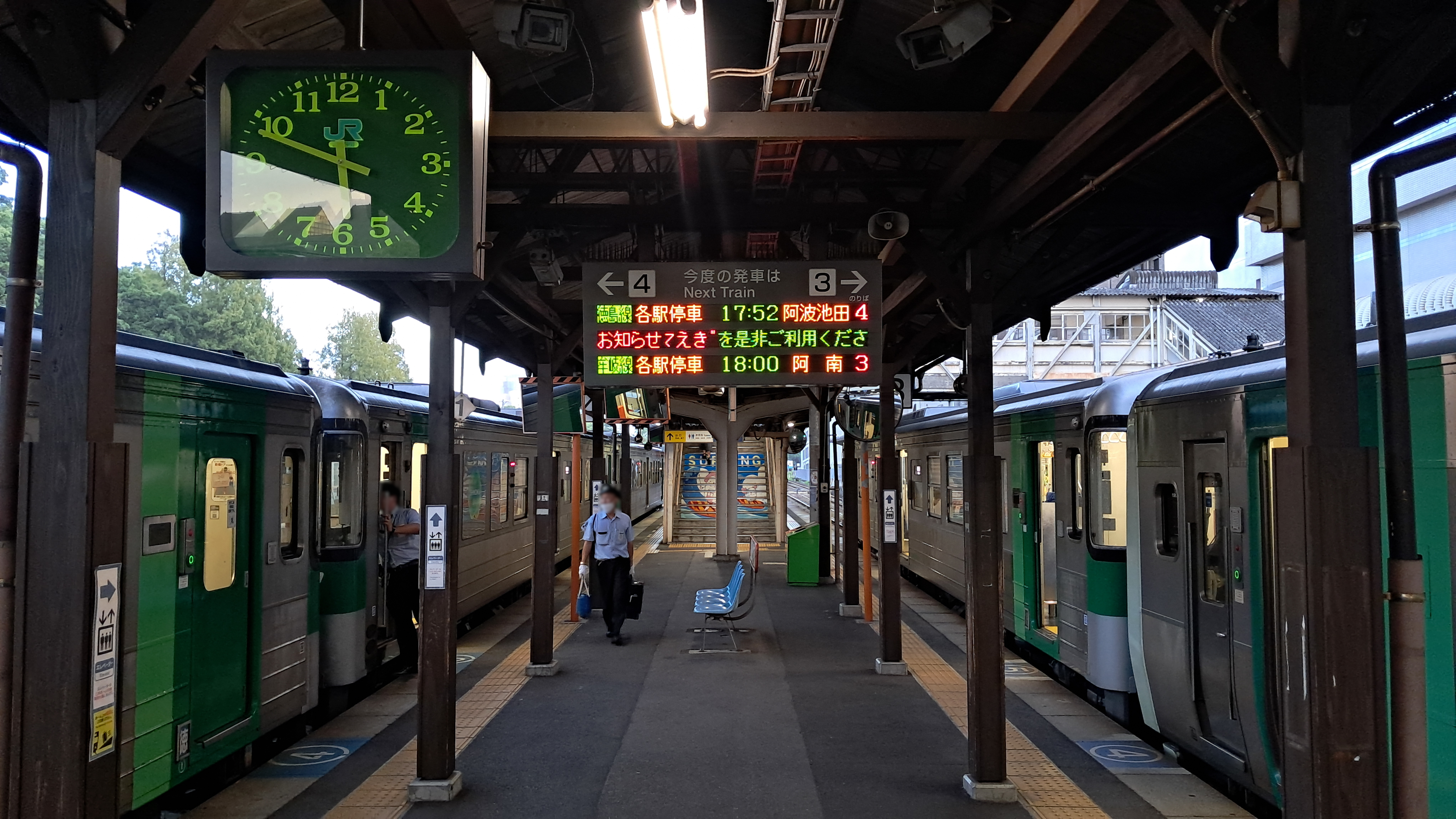
3・4番線ホーム（2024年9月）
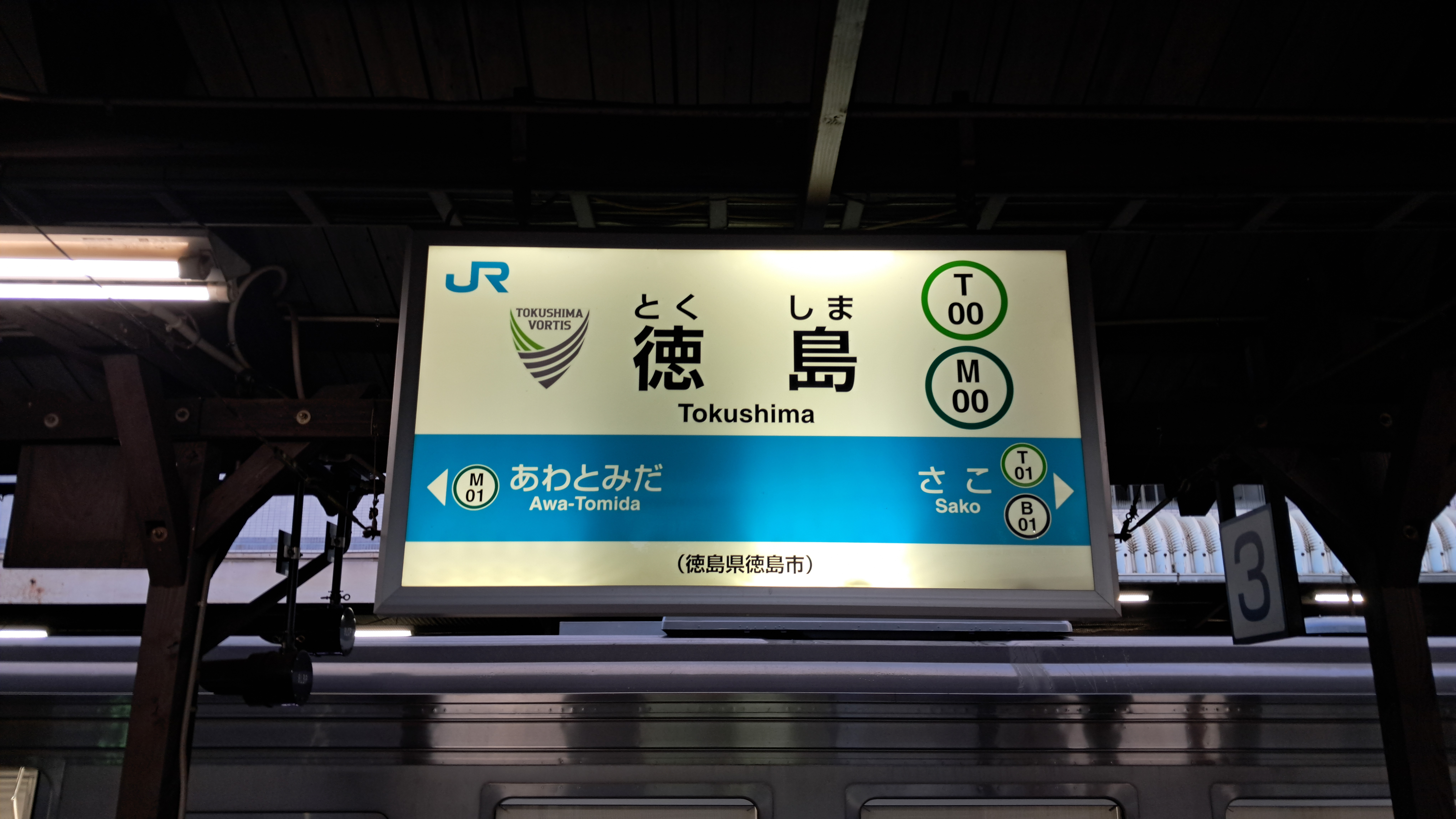
駅名標（2024年9月）
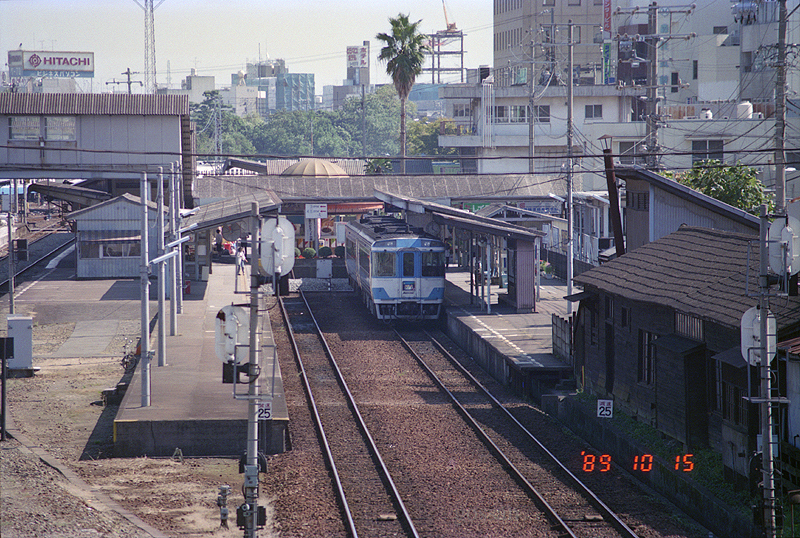
昔の1番線と2番線

### 連続立体交差事業
徳島駅とその周辺の高架化は、日本国有鉄道（国鉄）時代から議論がなされている。とりわけ当該区間に位置する主要地方道徳島鴨島線の花畑踏切では、かつて踏切内で車両入れ替え作業を行っていたために1日の8時間以上が通行できない状態であった。現在は踏切内での作業は行っていないものの、それでも約4時間半は閉まっているため、徳島県内で唯一直近（2012年度末時点）でも緊急対策を要するボトルネック踏切に国土交通省から指定されている。
当初の構想では、当駅付近を佐古駅付近と同時に高架化して区間内13箇所の踏切を撤去するとともに、駅舎の再開発も一体的に行う予定だった。しかし、財政上の問題から当駅周辺の高架化施工は先送りされ佐古駅付近だけが先行して高架化されたほか、徳島駅舎についてはJR四国が主体となって再開発が行われた。
その後2006年度に高架化事業が着工準備個所として採択され、2009年3月には当駅に併設されている車両基地を牟岐線沿いの郊外に移設する事を発表、高架化に向けた都市計画の決定を2014年度目標として、高架化事業を担う徳島県と街づくり事業を担う徳島市との間で調整が続けられた。しかし2011年に県が南海トラフ巨大地震に備え市中心部を除いて取り急ぎ新町川から冷田川にかけての区間を優先整備し、徳島駅周辺については市の「まちづくり構想」再検討の後に進める主張をしたのに対し、市では「まちづくり構想」は決定済とし、市の中心となる徳島駅周辺を除いた形での高架先行整備へ懸念を示すなど、両者の意見の違いが事業進展への大きな障壁となっていった。こうした事態を踏まえ、2014年10月から県・市・JRによる3者協議が始まっており、今後は事業者間での調整が続けられる事となる。高架化の事業費は約500億円見込で、負担内訳は国が220億円、県・市がそれぞれ115億円、JRが50億円となっており、完成時期の見込については先行区間を2028年頃、全区間を2030年代半ばとしている。

## 駅弁
駅弁は昭和時代からの駅弁屋「寿し金」が1990年代初めに撤退し消滅したのち、2000年代より株式会社徳元浩一商店紀乃國屋、株式会社ヨシダにより発売が再開され、「阿波地鶏弁当」「徳島牛弁当」が販売されたが、これも2016年（平成28年）8月限りで撤退したため現在は販売されていない。なお、この販売中止・撤退により、徳島県内で駅弁を販売する駅はなくなっている。

## 利用状況
2023年（令和5年）度の1日平均乗車人員は6,502人である。JR四国の駅としては高松駅に次ぎ2位である。2018年9月以降JR全社の自動改札機の設置がされていない駅としては最も乗車人員が多いが、同規模の人口を持つ県庁所在地の代表駅である福井駅や山形駅に比べるとやや少ない。
近年の1日平均乗車人員は以下の通り。
| 年度   | 1日平均 乗車人員 |
| ------ | ---------------- |
| 1995年 | 11,916           |
| 1996年 | 11,565           |
| 1997年 | 11,127           |
| 1998年 | 10,773           |
| 1999年 | 9,897            |
| 2000年 | 9,588            |
| 2001年 | 9,507            |
| 2002年 | 8,975            |
| 2003年 | 8,784            |
| 2004年 | 8,592            |
| 2005年 | 8,535            |
| 2006年 | 8,523            |
| 2007年 | 8,438            |
| 2008年 | 8,328            |
| 2009年 | 7,868            |
| 2010年 | 8,153            |
| 2011年 | 8,328            |
| 2012年 | 8,219            |
| 2013年 | 8,338            |
| 2014年 | 8,067            |
| 2015年 | 8,158            |
| 2016年 | 8,187            |
| 2017年 | 8,112            |
| 2018年 | 8,129            |
| 2019年 | 8,089            |
| 2020年 | 5,560            |
| 2021年 | 5,667            |
| 2022年 | 6,322            |
| 2023年 | 6,502            |

1日平均乗車人員（単位：人/日）

## 駅周辺
駅周辺は県下最大の繁華街となっており、商業施設が多く、各種大型商業施設などや、オフィスビルが建ち並んでいる。

### 主な商業施設
- 徳島駅クレメントプラザ（駅ビル内）
- 徳島駅前再開発ビルアミコビル - 2020年8月までそごう徳島店が入居していた。
  - アミコ専門店街
  - 三越徳島
- 徳島名店街ビル

### 商店街
- ポッポ街商店街
- 一番町商店街
- 元町商店街
- 両国本町商店街
- 東新町商店街
- 西新町商店街

### 観光施設
- 阿波おどり会館
  - 眉山ロープウェイ山麓駅
- 眉山
  - 眉山ロープウェイ山頂駅
  - パゴダ平和記念塔
  - モラエス館
- 城山（徳島城跡）
  - 徳島中央公園
    - 徳島市立徳島城博物館
    - 旧徳島城表御殿庭園
- 菘翁美術館
- 旧高原ビル
- 三河家住宅
- 徳島県立文学書道館

### 公共・教育施設
- 徳島県徳島中央警察署
- 徳島中央警察署徳島駅前交番
- 徳島地方裁判所
- 徳島地方法務局
- 徳島県青少年センター
- 徳島県郷土文化会館
- 徳島市役所
- 徳島市立文化センター
- 徳島市立図書館
- 徳島市中央公民館
- 徳島市社会福祉センター
- 徳島市立体育館
- 徳島県立中央武道館
- 徳島県赤十字血液センター アミコ献血ルーム（アミコ内）

- 徳島県立城東高等学校
- 徳島市徳島中学校
- 徳島市内町小学校
- 徳島市内町保育所
- 専門学校徳島穴吹カレッジ
- ブレーメン愛犬クリエイティブ専門学校
- 平成調理師専門学校
- 和晃編物ファッションビジネス専門学校
- 尾上和裁学園
- 四国大学交流プラザ
- TAC徳島校
- 資格スクール大栄徳島校
- 徳島大学常三島キャンパス

### 郵便局・金融機関
- 徳島中央郵便局
  - ゆうちょ銀行徳島店
- 徳島駅前郵便局
- 徳島かごや町郵便局
- 徳島前川郵便局
- 徳島公園前郵便局
- みずほ銀行徳島支店
- 三菱UFJ銀行徳島支店
- 阿波銀行本店・徳島駅前支店・新聞放送会館出張所・かちどき橋支店・両国橋支店
※阿波銀行徳島駅前支店、新聞放送会館出張所、かちどき橋支店、両国橋支店は、当駅からは離れた場所に立地する本店営業部のブランチインブランチとなっている。
- 徳島大正銀行徳島駅前支店
- 四国銀行徳島営業部
- 高知銀行徳島支店
- 愛媛銀行徳島支店

### 主な宿泊施設
- 駅ビル内
  - JRホテルクレメント徳島（徳島駅ビル内）
- 駅前広場南側
  - スマイルホテル徳島（旧・徳島東急REIホテル）
  - ホテルサンルート徳島
  - 阿波観光ホテル
  - 阿波の国・昴宿よしの
- 駅前広場東側
  - ダイワロイネットホテル徳島駅前
  - 徳島ステーションホテル
  - アパホテル〈徳島駅前〉（旧・徳島駅前第一ホテル）
  - ホテルアストリア
- 駅前広場西側
  - ホテルグランドパレス徳島
  - ホテルフォーシーズン
  - アグネスホテル徳島
  - アグネスホテル・プラス
  - ビジネスホテルニュー浦島
  - ホテルありの道
- 国道192号以南
  - 東横INN徳島駅前
  - 東横INN徳島駅眉山口
  - アルファホテル徳島
  - ホテル千秋閣
  - ホテルアバンティ
  - 徳島ワシントンホテルプラザ

### 道路
- 国道11号
- 国道192号
- 国道438号
- 徳島県道13号徳島停車場線
- 徳島県道30号徳島鴨島線

### その他
- JR四国ステーション開発徳島支店
- 四国キヨスク徳島支店
- 四国電力徳島支店
- NHK徳島放送局
- エフエム徳島

## バス路線
ほとんどの乗り場は南口のバスターミナルに集結しており、路線バスが朝から夜まで頻繁に出入りしている。西側から順に、降車場2本→徳島市営バスのりば→徳島バス乗り場→高速バス乗り場となっている。2019年10月から各乗り場ごとに1番から番号が振られていたものが通し番号に変更され、市営バス乗り場は駅入口の反対側から順に1 - 7番乗り場、徳島バス乗り場は11 - 16番乗り場、高速バス乗り場が21・22番乗り場となっている。
一般路線バスについて、徳島市営バス、徳島バスはいずれも乗り場島に案内所を設けている。両乗り場はそれぞれ、一列縦列よりも狭い乗り場間隔となっており、連番の乗り場から同時刻に発車する便は横並びになって乗車を行う。
高速バスは、徳島バス（及び共同運行会社）とJR四国バスは、ダイワロイネットホテル徳島駅前1階に乗車券窓口を設置している。なお2015年10月20日までは両社の窓口は別の建物であった。
海部観光は、バスターミナルから南東に200mほど離れた自社営業所隣にバス停を設け、そこで発着している。
都市間など中長距離の路線は、明石海峡大橋開通後は淡路島経由で京阪神方面への路線が多数設定され、各社のドル箱路線になっている。他にも、四国の他都市や中国地方へ運行されるほか、東京行や名古屋行きの夜行バスも設定されている。
その一方で、路線バスや淡路島へのバスは利用者減により厳しい運行を強いられており、減便や再編が行われている。

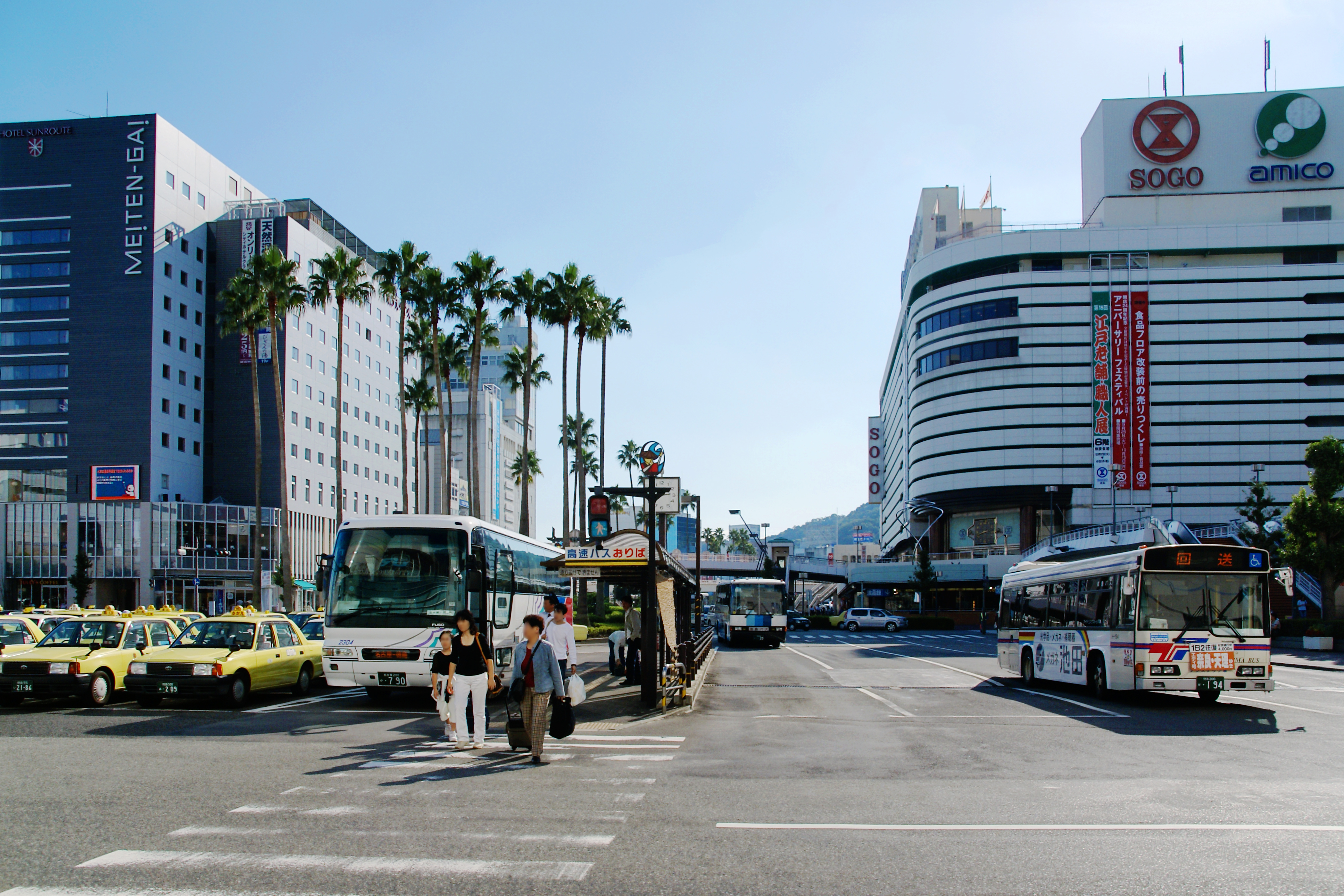
徳島駅前のバスターミナル（高速バス降車ホームと路線バス待機レーン）
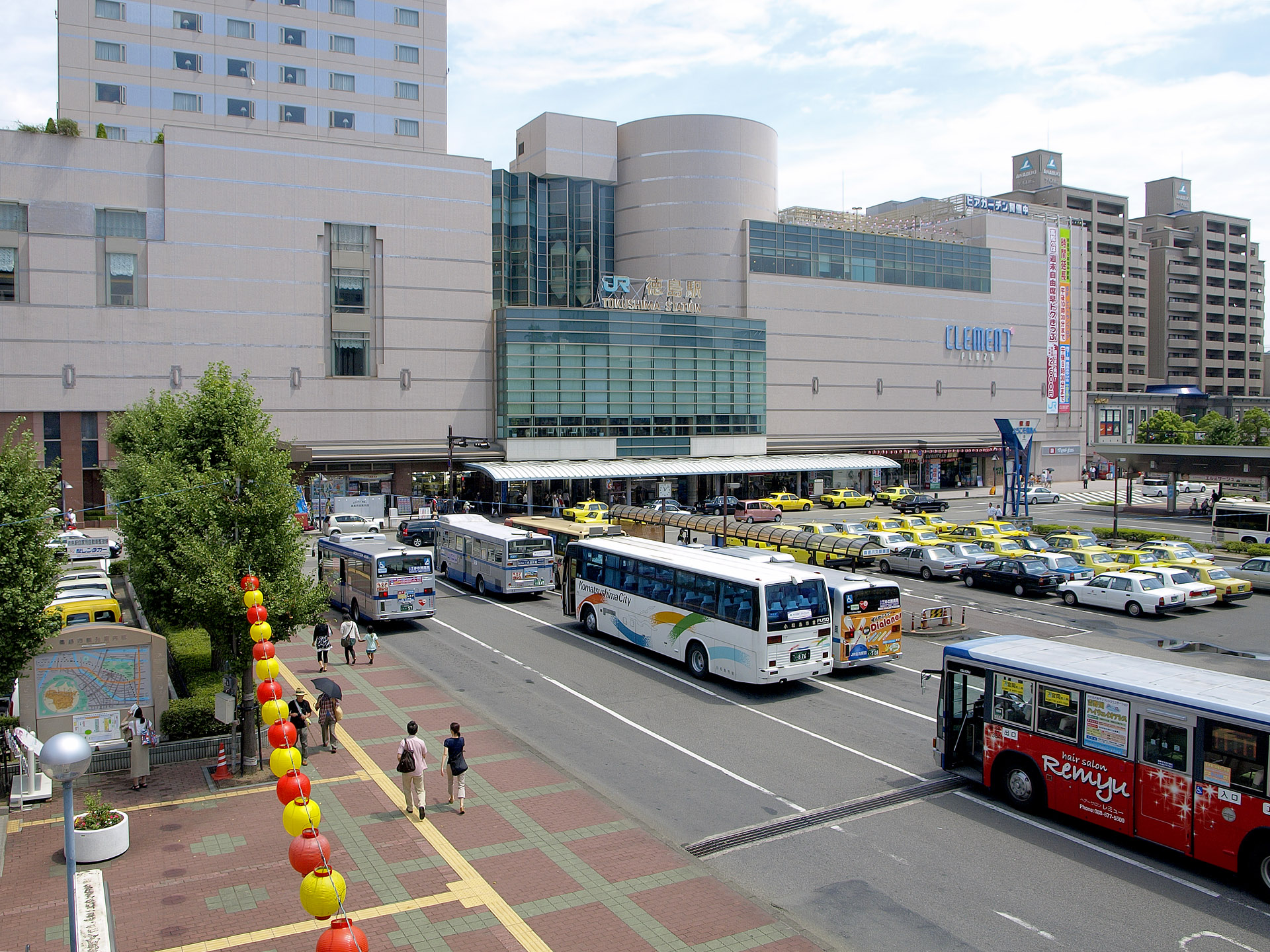
駅ビルとバスターミナル全景

### 市営バス乗り場
市営バス乗り場から発着する徳島バス運行便はすべて徳島市からの委託運行。
| 乗り場 | 運行事業者   | 路線                           | （路線番号・）行先                                                                              |
| ------ | ------------ | ------------------------------ | ----------------------------------------------------------------------------------------------- |
| 1      | 徳島市営バス | 上鮎喰線                       | 10：上鮎喰                                                                                      |
| 1      | 徳島バス     | 地蔵院線                       | 17：地蔵院                                                                                      |
| 1      | 徳島バス     | 名東線                         | 17：名東（僧都）                                                                                |
| 1      | 徳島バス     | 天の原西線                     | 17：天の原西・刑務所前                                                                          |
| 1      | 徳島バス     | 中央循環線                     | 31：徳島大学前・島田石橋方面（右回り）                                                          |
| 1      | 高知駅前観光 | スマイルライナー               | バスタ新宿・東京駅（鍛冶橋駐車場）・東京ディズニーランド                                        |
| 1      | 琴平バス     | コトバスエクスプレス           | バスタ新宿・東京駅（鍛冶橋駐車場）・東京ディズニーランド 近鉄四日市駅・名古屋南（ささしまライブ |
| 2      | 徳島バス     | 法花線                         | 2：法花                                                                                         |
| 2      | 徳島バス     | 丈六寺南線                     | 11：渋野・丈六寺南                                                                              |
| 2      | 徳島バス     | 八多線 五滝線 大久保線         | 11・12：虹の橋葵ホスピタル前・五滝・大久保                                                      |
| 2      | 徳島バス     | 不動線                         | 15・16：不動支所前                                                                              |
| 3      | 徳島バス     | 市原線                         | 6・7：市原・文化の森                                                                            |
| 3      | 徳島バス     | 山城町線                       | 9・22・23：アスティとくしま・山城町・ふれあい健康館                                             |
| 3      | 徳島バス     | しらさぎ台線 一宮線 天の原西線 | 18：しらさぎ台・一宮・一宮札所前・天の原西・刑務所前                                            |
| 3      | 徳島バス     | 南部循環線                     | 33：西新浜町・文理大学前方面（左回り）                                                          |
| 4      | 徳島市営バス | 津田線                         | 1：津田                                                                                         |
| 4      | 徳島市営バス | 万代車庫線                     | 1：万代車庫前                                                                                   |
| 4      | 徳島バス     | 新浜線                         | 1：新浜                                                                                         |
| 4      | 徳島バス     | 大神子線                       | 13：大神子テニスセンター前                                                                      |
| 4      | 徳島バス     | 南部循環線                     | 33：文理大学前・西新浜町方面（右回り）                                                          |
| 5      | 徳島バス     | 商業高校線                     | 5：南常三島・商業高校前                                                                         |
| 5      | 徳島バス     | 島田石橋線                     | 6：島田石橋                                                                                     |
| 5      | 徳島バス     | 中央循環線                     | 31：島田石橋・徳島大学前方面（左回り）                                                          |
| 6      | 徳島市営バス | 南海フェリー線                 | 4：沖洲・南海フェリー前                                                                         |
| 6      | 徳島市営バス | イオンモール徳島線             | 8：南末広町・イオンモール前                                                                     |
| 6      | 徳島市営バス | 東部循環線                     | 32：商業高校前・イオンモール前方面（右回り・左回り）                                            |
| 6      | 徳島バス     | 中央市場線                     | 中央市場口・沖洲マリンターミナル・オーシャン東九フェリー前                                      |
| 7      | 徳島バス     | 川内循環線                     | 川内支所方面（右回り・左回り）                                                                  |

### 徳島バス乗り場
| 乗り場 | 運行事業者                       | 路線                            | 行先                                       |
| ------ | -------------------------------- | ------------------------------- | ------------------------------------------ |
| 11     | 徳島バス 両備バス                | 岡山線                          | 岡山駅西口                                 |
| 11     | 徳島バス 広交観光                | 広島線                          | 広島駅・広島バスセンター                   |
| 11     | 徳島バス 四国高速バス 大川自動車 | 高松線                          | JR高松駅（高速バスターミナル）             |
| 11     | 徳島バス 伊予鉄バス JR四国バス   | 松山線                          | 松山市駅・JR松山駅                         |
| 11     | 徳島バス JR四国バス とさでん交通 | 高知線                          | 高知駅・はりまや橋                         |
| 12     | 徳島バス                         | 橘線                            | 橘営業所・橘西                             |
| 12     | 徳島バス                         | 小松島線                        | 南小松島駅前 / 高速大林・あいさい広場      |
| 12     | 徳島バス                         | 勝浦線                          | 横瀬西                                     |
| 12     | 徳島バス                         | 立江線                          | 立江小学校前・萱原                         |
| 12     | 徳島バス                         | 和田島線                        | 和田島                                     |
| 13     | 徳島バス                         | 鴨島線                          | 鴨島・西麻植                               |
| 13     | 徳島バス                         | 石井・高原線                    | 石井中・高原校前・平島東                   |
| 13     | 徳島バス                         | 神山線                          | 神山高校前                                 |
| 13     | 徳島バス                         | 佐那河内線                      | 神山高校前                                 |
| 14     | 徳島バス                         | 鍛冶屋原線                      | 鍛冶屋原車庫                               |
| 14     | 徳島バス                         | 北島藍住線                      | 藍住役場前・ゆめタウン前                   |
| 14     | 徳島バス                         | 竜王団地線                      | 竜王団地・フジグラン石井                   |
| 14     | 淡路交通                         | 淡路・徳島線 （急行・特急バス） | 洲本バスセンター                           |
| 15     | 徳島バス                         | 徳島空港線                      | 徳島空港                                   |
| 15     | 徳島バス                         | 応神藍住線                      | 藍住役場前・道の駅いたの                   |
| 15     | 徳島バス                         | グリーンタウン線                | グリーンタウン・吉野川病院前               |
| 15     | 徳島バス                         | －                              | ゆめタウン徳島直行便                       |
| 16     | 徳島バス                         | 鳴門線                          | ボートレース鳴門 鳴門公園 ウチノ海総合公園 |
| 16     | 徳島バス                         | 立道線                          | 立道・ボートレース鳴門                     |

### 高速バス乗り場
| 乗り場 | 運行事業者                                             | 路線                   | 行先                                               | 備考                                                                          |
| ------ | ------------------------------------------------------ | ---------------------- | -------------------------------------------------- | ----------------------------------------------------------------------------- |
| 21・22 | 徳島バス 京浜急行バス                                  | 東京線                 | 渋谷駅（マークシティ）・品川                       | 続行便の一部は、徳島バスの路線バス乗り場より出発。2021年3月16日より運行休止中 |
| 21・22 | 徳島バス 南海バス 阪急バス 阪神バス                    | 大阪線                 | 阪急三番街・南海なんば                             |                                                                               |
| 21・22 | 徳島バス 神姫バス 山陽バス 阪神バス                    | 三宮線                 | 三ノ宮駅                                           |                                                                               |
| 21・22 | 徳島バス JR四国バス 西日本JRバス 本四海峡バス 京阪バス | 京都線                 | 京都駅                                             |                                                                               |
| 21・22 | 徳島バス 南海バス 関西空港交通 本四海峡バス            | 関西空港線             | 関西空港                                           |                                                                               |
| 21・22 | JR四国バス JRバス関東                                  | ドリーム阿南・徳島号   | 池尻大橋・バスタ新宿・東京駅・東京ディズニーランド |                                                                               |
| 21・22 | JR四国バス JR東海バス                                  | オリーブ松山号         | 桑名駅・岩塚駅・名古屋駅                           | ここでJR東海バスとJR四国バスの乗務員交代が行われる。                          |
| 21・22 | JR四国バス 西日本JRバス 本四海峡バス                   | 阿波エクスプレス大阪号 | JR難波駅・大阪駅JR高速バスターミナル・USJ          |                                                                               |
| 21・22 | JR四国バス 西日本JRバス 本四海峡バス                   | 阿波エクスプレス神戸号 | 三ノ宮駅・新神戸駅・神戸空港                       |                                                                               |
| 21・22 | JR四国バス 徳島バス 京阪バス 西日本JRバス              | 阿波エクスプレス京都号 | 京都駅                                             |                                                                               |

### 海部観光徳島駅前営業所
- 海部観光
  - 東京線（マイフローラ・マイリピート）：バスタ新宿・バスターミナル東京八重洲
  - 関西線：大阪駅・なんば・大阪国際空港 / 三宮・大阪駅・大阪国際空港
  - 京都線：京都駅

## 隣の駅
四国旅客鉄道（JR四国）
■高徳線
- 特急「うずしお」発着駅

■普通
佐古駅 (T01) - 徳島駅 (T00)
■鳴門線
■普通
佐古駅 (T01) - 徳島駅 (T00)
■徳島線
- 特急「剣山」発着駅
- 観光列車「藍よしのがわトロッコ」発着駅

■普通
徳島駅 - 佐古駅 (B01)
■牟岐線
- 臨時特急「やくおうじ」発着駅

■普通
徳島駅 (M00) - 阿波富田駅 (M01)